# Patrick Cutrone
Patrick Cutrone (Como, 1998. január 3. –) olasz válogatott labdarúgó, az Empoli játékosa kölcsönben a Wolverhampton Wanderers csapatától.

## Pályafutása

### AC Milan
Patrick Cutrone Comóban született, pályafutását hétévesen a Parediense csapatában kezdte. 2007. június 29-én csatlakozott az AC Milan akadémiájához, majd az elkövetkező tíz évben a különböző korosztályos csapatokban lépett pályára.
2017 januárjában felkerült a Milan első csapatához. 2017. május 21-én a Bologna ellen 3–0-ra megnyert bajnokin mutatkozott be az olasz élvonalban, a 85. percben Gerard Deulofeu helyére állt be csereként.
2017 nyarán a milánói klub új kínai tulajdonosa több mint 200 millió eurót költött átigazolásokra, érkezett a csapathoz tizenegy új játékos, köztük André Silva és Nikola Kalinić. Cutronét klubja kölcsönadta volna, azonban a fiatal csatár nem akart távozni, így elutasította a lehetőséget.
2017. július 27-én először szerepelt a kezdőcsapatban a romániai Universitatea Craiova elleni 1–0-s győzelem alkalmával az Európa-liga selejtezőjében. A visszavágón, 2017. augusztus 3-án megszerezte első gólját is a csapatban. A Milan 1–0-ra győzött. 2017. augusztus 20-án megszerezte első gólját a Seria A-ban a Crotone ellen, majd négy nap múlva az Európa-ligában az albán Skendija ellen a mérkőzés egyetlen gólját lőtte. Az Internazionale elleni Olasz Kupa-mérkőzésen megszerezte első gólját a Derby della Madonnina történetében.
2018. január 28-án Lazio elleni bajnoki első gólját szerezte, azonban a visszajátszásokból utólag kiderült, hogy Hakan Çalhanoğlu szabadrúgását követően Cutrone kézzel ért bele a labdába. Az utólagos vizsgálatok megállapították, hogy a mozdulat nem volt szándékos, így a gólt jóváhagyták. A 2017-18-as szezont 28 bajnokin lőtt tíz góllal zárta.
2018 nyarán Cutrone újabb riválist kapott, miután a Milan szerződtette Gonzalo Higuaínt. Ezt követően távozott a klubtól André Silva, Nikola Kalinić és Carlos Bacca is, egyedül Cutronét nem volt hajlandó elengedni a vezetőség.
2018. augusztus 31-én csereként beállva szerezte meg idénybeli első bajnoki gólját az AS Roma ellen. 2019. január 12-én a Sampdoria elleni kupamérkőzésen hat perc alatt két gólt szerzett a hosszabbításban.
2018 októberében szerződését meghosszabbította 2023. június 30-ig.

### Wolverhampton Wanderers
2019. július 30-án az angol első osztályú Wolverhampton Wanderers igazolta le. Az angol csapat 16 millió fontot fizetett Cutrone játékjogáért. 2020. január 10-én 18 hónapra kölcsönvette a Fiorentina csapata. 2021. január 31-én a szezon további részére kölcsönbe került a spanyol Valencia csapatához. Augusztusban az Empoli csapata vette kölcsönbe.

### A válogatottban
Cutrone az olasz korosztályos válogatottak mindegyikében pályára lépett, összesen 57 találkozón 27 alkalommal volt eredményes. Szerepelt a 2015-ös U17-es Európa-bajnokságon és a 2016-os U19-es Európa-bajnokságon is.
Az olasz válogatottba Luigi Di Biagio hívta be először 2018 márciusában. Március 23-án, az argentinok elleni 2–0-s vereség alkalmával mutatkozott be a nemzeti csapatban.

## Játékstílusa
Cutronét Olaszországban több szakember is "igazi kilencesnek" írt le. Főbb erősségei a fizikai ereje, a pozíciós játéka és a fizikuma, valamint a játék menetének olvasása. Összjátékban való készségét és technikai képzettségét tartják gyengéjének. Többször az AC Milan korábbi csatárával, Filippo Inzaghival hasonlították össze, aki 2012-től 2014-ig Cutrone edzője volt a Milan ifjúsági csapatánál. Játékstílusát hasonlították még Andrea Belottiéhoz is.
Gennaro Gattuso vezetőedző többször használta a csatársor szélén, hasonlóan, mint amit Mario Mandžukić játszott abban az időben a rivális Juventus csapatában.

## Statisztika

### Klubcsapatokban
2019. január 26-án frissítve.
| Klub           | Szezon         | Bajnokság      | Bajnokság     | Bajnokság | Országos kupa | Országos kupa | Nemzetközi kupa | Nemzetközi kupa | Egyéb         | Egyéb | Összesen      | Összesen |
| Klub           | Szezon         | Bajnokság      | Pályára lépés | Gól       | Pályára lépés | Gól           | Pályára lépés   | Gól             | Pályára lépés | Gól   | Pályára lépés | Gól      |
| -------------- | -------------- | -------------- | ------------- | --------- | ------------- | ------------- | --------------- | --------------- | ------------- | ----- | ------------- | -------- |
| AC Milan       | 2016–17        | Serie A        | 1             | 0         | 0             | 0             | —               | —               | 0             | 0     | 1             | 0        |
| AC Milan       | 2017–18        | Serie A        | 28            | 10        | 5             | 2             | 13              | 6               | —             | —     | 46            | 18       |
| AC Milan       | 2018–19        | Serie A        | 19            | 3         | 2             | 2             | 5               | 4               | 1             | 0     | 27            | 9        |
| Karrier összes | Karrier összes | Karrier összes | 48            | 13        | 7             | 4             | 18              | 10              | 1             | 0     | 74            | 27       |

### A válogatottban
2018. március-án frissítve.
| Válogatott  | Év       | Pályára lépés | Gól |
| ----------- | -------- | ------------- | --- |
| Olaszország |          |               |     |
| 2018        | 1        | 0             |     |
| Összesen    | Összesen | 1             | 0   |